# Achatinoidea
Os Achatinoidea são uma superfamília de caracóis e lesmas terrestres que respiram ar, moluscos gastrópodes terrestres do grupo informal Sigmurethra.

## Taxonomia de 2005
De acordo com a taxonomia de Gastropoda de Bouchet & Rocroi, 2005, existem quatro famílias dentro da superfamília Achatinoidea, que se baseia no estudo de Nordsieck, publicado em 1986.
- Família Achatinidae Swainson, 1840
- Família Ferussaciidae Bourguignat, 1883
- Família Micractaeonidae Schileyko, 1999
- Família Subulinidae P. Fischer & Crosse, 1877

## Taxonomia de 2017
Fontanilla et al. reconheceram Subulinidae como não monofiléticos em 2017 e classificaram Subulininae dentro de Achatinidae.
- Família Achatinidae Swainson, 1840
- Família Aillyidae HB Baker, 1955[4]
- Família Ferussaciidae Bourguignat, 1883[4]
- Família Micractaeonidae Schileyko, 1999[4]